# Droit de gage
Le droit de gage ou simplement gage est un droit réel limité qui assujettit une chose à la garantie d'une créance en capital. On distingue les droits de gage qui portent sur des choses mobilières, comme le nantissement, et les droits de gage qui portent sur des choses immobilières, comme l'hypothèque ou la cédule hypothécaire.
Le droit de gage fait en général partie du droit des sûretés et des droits réels.

## Droit français
En droit français, le gage est une sûreté réelle mobilière, c'est-à-dire une garantie donnée à un créancier sur un bien meuble corporel appartenant à son débiteur.

## Droit québécois
En droit québécois, le gage est appelé hypothèque mobilière avec dépossession. Dès que le débiteur remet le bien au créancier, il y a création d'une hypothèque de nature mobilière.

## Droit suisse
On trouve deux formes de droit de gage immobiliers prévus par le code : 
- l'hypothèque ;
- la cédule hypothécaire.